# Es Vedrà
 (septembre 2013).
Si vous disposez d'ouvrages ou d'articles de référence ou si vous connaissez des sites web de qualité traitant du thème abordé ici, merci de compléter l'article en donnant les références utiles à sa vérifiabilité et en les liant à la section « Notes et références ».
Pour les articles homonymes, voir Vedra (homonymie).
L’île d’Es Vedrá fait partie des îles Baléares et du Parc naturel de Es Vedra, Es Vedranell, et des îlots de Ponent. Elle est accessible uniquement par voie maritime sur permis et elle est inhabitée. On y trouve le phare de Es Vedrà. Elle avoisine l'île d'Es Vedranell plus petite et moins élevée. 

## Géologie
Es Vedrà est principalement constituée de calcaire mésozoïque et, contrairement au mythe urbain ésotérique selon lequel il s'agirait d'un lieu magnétique spécial, elle ne présente aucune accumulation de métaux (magnétiques). L'île que nous voyons aujourd'hui est le résultat d'un bouleversement géologique. Il y a 155 millions d'années, des mouvements sismiques continus de l'écorce terrestre ont provoqué de grands déplacements de la chaîne de montagnes de la Bétique, ce qui a fini par provoquer la division de la chaîne et la formation des îles Baléares. Le mouvement continu de la crête qui a formé les îles a provoqué l'affaissement de certaines parties et leur séparation des îles. Es Vedrà, ainsi que l'île satellite d'Illa Vedranell et l'Illa Tagomago, sont des exemples de cette action.

## Mythes et légendes
On dit que l'île abrite des sirènes et des nymphes de la mer, qui ont tenté d'attirer Ulysse hors de son navire dans l'Odyssée d'Homère. Elle est également considérée comme l'île sacrée de Tanit, la déesse lunaire phénicienne, vénérée comme déesse protectrice et de la fertilité, qui est devenue la patronne d'Ibiza. La légende raconte que des sacrifices spécifiques étaient faits à Tanit lors des pleines lunes sur le rivage de l'île.

### Le géant d'Es Vedrà
Es Vedrà est également le cadre d'une des fables populaires d'Ibiza. Es Gegant des Vedrà (Le Géant d'Es Vedrà) raconte l'histoire de deux frères qui, pour guérir leur père d'une maladie incurable, doivent se rendre sur l'île d'Es Vedrà pour ramasser de la salicorne et affronter l'énorme géant qui vit sur l'île, blotti dans l'une des nombreuses grottes de l'île. Grâce à l'ingéniosité des deux frères et à l'aide d'oursins, ils parviennent à affaiblir le géant et à récolter la salicorne nécessaire à la guérison.

## Musique
Étienne Daho, habitué de la région, a chanté en 2001 Rendez-vous à Vedra.